# 20 أغسطس
- السبت
- الأحد
- الاثنين
- الثلاثاء
- الأربعاء
- الخميس
- الجمعة

- 261 صفر 1447  هـ
- 272 صفر 1447  هـ
- 283 صفر 1447  هـ
- 294 صفر 1447  هـ
- 305 صفر 1447  هـ
- 316 صفر 1447  هـ
- 17 صفر 1447  هـ
- 28 صفر 1447  هـ
- 39 صفر 1447  هـ
- 410 صفر 1447  هـ
- 511 صفر 1447  هـ
- 612 صفر 1447  هـ
- 713 صفر 1447  هـ
- 814 صفر 1447  هـ
- 915 صفر 1447  هـ
- 1016 صفر 1447  هـ
- 1117 صفر 1447  هـ
- 1218 صفر 1447  هـ
- 1319 صفر 1447  هـ
- 1420 صفر 1447  هـ
- 1521 صفر 1447  هـ
- 1622 صفر 1447  هـ
- 1723 صفر 1447  هـ
- 1824 صفر 1447  هـ
- 1925 صفر 1447  هـ
- 2026 صفر 1447  هـ
- 2127 صفر 1447  هـ
- 2228 صفر 1447  هـ
- 2329 صفر 1447  هـ
- 241 ربيع الأول 1447  هـ
- 252 ربيع الأول 1447  هـ
- 263 ربيع الأول 1447  هـ
- 274 ربيع الأول 1447  هـ
- 285 ربيع الأول 1447  هـ
- 296 ربيع الأول 1447  هـ
- 307 ربيع الأول 1447  هـ
- 318 ربيع الأول 1447  هـ
- 19 ربيع الأول 1447  هـ
- 210 ربيع الأول 1447  هـ
- 311 ربيع الأول 1447  هـ
- 412 ربيع الأول 1447  هـ
- 513 ربيع الأول 1447  هـ

20 أغسطس أو 20 آب أو يوم 20 \ 8 (اليوم العشرون من الشهر الثامن) هو اليوم الثاني والثلاثون بعد المئتين (232) من السنوات البسيطة، أو اليوم الثالث والثلاثون بعد المئتين (233) من السنوات الكبيسة وفقًا للتقويم الميلادي الغربي (الغريغوري). يبقى بعده 133 يوما لانتهاء السنة.

## أحداث
- 636 - وقوع معركة اليرموك بين المسلمين بقيادة خالد بن الوليد والبيزنطيين بقيادة هرقل.
- 1191 - ريتشارد الأول ملك إنجلترا يرتكب مذبحةً في عكا أسفرت عن مقتل ما بين 2600 و3000 من الرهائن المسلمين.
- 1882 - الإنجليز يحتلون بورسعيد والإسماعيلية وذلك في بداية احتلالهم لمصر.
- 1914 - ألمانيا تحتل بروكسل في الحرب العالمية الأولى.
- 1940 - الزعيم الشيوعي ليون تروتسكي يتعرض لعملية اغتيال في المكسيك أدت إلى وفاته بعد يوم.
- 1953 - بداية ثورة الملك والشعب في المغرب بعد نفي الحماية الفرنسية لسلطان البلاد محمد بن يوسف.
- 1955 - انطلاق مفاوضات إيكس ليبان بين ممثلي الحركة الوطنية المغربية والسلطات الفرنسية إِبّان نهاية الحماية الفرنسية على المغرب.
- 1956 - قادة الثورة الجزائرية يعقدون مؤتمر الصومام في منطقة القبائل، وفيه اتخذوا قرارًا بإقامة المجلس الوطني للثورة الجزائرية.
- 1960 - الإعلان عن استقلال السنغال.
- 1971 - الرئيس السوري حافظ الأسد والمصري أنور السادات والليبي معمر القذافي يوقعون في دمشق دستور اتحاد الجمهوريات العربية.
- 1975 -
  - ناسا تطلق المستكشف فايكينغ 1 باتجاه المريخ.
  - سقوط طائرة مدنية تشيكوسلوفاكية شرق دمشق، من طراز إليوشن إل-62 قادمة من براغ، قتل في الحادث 126 راكباً.
- 1976 - الزعيم الدرزي كمال جنبلاط يحذر من قيام وطن قومي ماروني في لبنان يكون أخطر من إسرائيل.
- 1977 - إطلاق المسبار الفضائي فوياجر 2.
- 1982 - القوات متعددة الجنسيات تشرف على انسحاب قوات منظمة التحرير الفلسطينية من لبنان.
- 1986 - الاتحاد السوفيتي يعترف رسميًا بكارثة مفاعل تشيرنوبل النووي.
- 1987 - صدور قرار مجلس الأمن التابع للأمم المتحدة رقم 598 ليعلن بداية نهاية حرب الخليج الأولى بين العراق وإيران.
- 1991 - إستونيا تعلن استقلالها عن الاتحاد السوفيتي في أولى بوادر انهيار الاتحاد.
- 1998 - الولايات المتحدة تُطلق صواريخ كروز على أفغانستان والسودان ثأرًا لتفجير سفاراتيها في كل من كينيا وتنزانيا.
- 2002 - عراقيين مناهضين لحكم صدام حسين يحتلون السفارة العراقية في برلين لعدة ساعات.
- 2008 - السلطات الأردنية تفرج عن الأسرى الأردنيين سلطان العجلوني وأمين الصانع وخالد أبو غليون وسالم أبو غليون بموجب اتفاق يقضي بالإفراج عنهم بعد قضائهم مدة 18 شهر في السجون الأردنية بعد تسلمهم من السجون الإسرائيلية.
- 2009 -
  - اسكتلندا تعلن الإفراج عن المدان في قضية لوكربي عبد الباسط المقرحي وذلك لأسباب إنسانية.
  - إجراء ثاني انتخابات رئاسية في أفغانستان بعد سقوط حكومة طالبان.
  - العداء الجامايكي يوسين بولت يحطم الرقم القياسي العالمي في 200 متر وذلك في بطولة العالم لألعاب القوى.
- 2011 - بدء معركة طرابلس ضمن معارك ثورة 17 فبراير وذلك لتحرير العاصمة الليبية من قوات العقيد معمر القذافي.
- 2014 - الجيش الإسرائيلي يغتال ثلاثة من قادة كتائب عز الدين القسام هم رائد العطار، ومحمد أبو شمالة، ومحمد برهوم في إطار حربه على غزة.
- 2015 - تفجيرات في مصر تستهدف مباني حكومية في كل من القاهرة، والجيزة.
- 2016 - انفجار في مدينة غازي عنتاب جنوب تركيا قرب الحدود السورية ووقوع إصابات وقتلى في التفجير.
- 2017 - السعودية تعلن البدء بِخصخصة 10 قطاعات اقتصاديَّة في الدولة من بينها قطاع الحج والعُمرة ضمن مخطط رُؤية 2030 الهادفة لتنويع الاقتصاد السعودي.
- 2019 - حلّ المجلس العسكري الانتقالي إثر تشكيل المجلس السيادي السوداني برئاسة عبد الفتاح البرهان الذي أدّى أمامه تسعة من أعضاء المجلس اليمين الدستورية، على أن يحكم المجلس السودان لفترة انتقالية مدتها 39 شهرًا.
- 2022 - حافلتان في تركيا بموقعين مُختلفين تصطدمان بحشدٍ من الناس، وقَد لقي ما لا يقل عن 35 شخصًا مصرعهم في الحادثتين كما أوردت بعض المصادر في تركيا.
- 2023 -
  - المركبة الفضائية الروسية لونا 25 تتحطم على سطح القمر، بعد وقوع خلل أثناء مناورة تمهيدية لعملية الهبوط.
  - فوز منتخب إسبانيا على نظيره الإنجليزي في مباراة نهائي كأس العالم لكرة القدم للسيدات المقام في أستراليا. ليتوج المنتخب الإسباني بلقب البطل أول مرة في تاريخه.

## مواليد
- 1191 - أحمد بن أسفنديار البغدادي، متصوف شيعي وشاعر عربي عراقي.
- 1779 - يونس ياكوب بيرسيليوس، عالم كيمياء سويدي.
- 1833 - بنجامين هاريسون، رئيس أمريكي.
- 1858 - عمر المختار قائد المقاومة الليبية ضد الاستعمار الإيطالي .
- 1860 - ريمون بوانكاريه، رئيس فرنسي.
- 1888 - محمد حسين هيكل، شاعر وأديب وسياسي مصري.
- 1890 - هوارد فيليبس لافكرافت، أديب أمريكي.
- 1901 - سالفاتوري كوازيمودو، شاعر إيطالي حاصل على جائزة نوبل في الأدب عام 1959.
- 1913 - روجر سبيري، عالم أمريكي في العلوم العصبية حاصل على جائزة نوبل في الطب عام 1981.
- 1929 - قدرية كامل، ممثلة مصرية.
- 1933 - جورج ميتشل، سياسي أمريكي.
- 1935 - رون بول، سياسي أمريكي.
- 1936 - هيديكي شيراكاوا، عالم كيمياء ياباني حاصل على جائزة نوبل في الكيمياء عام 2000.
- 1941 - سلوبودان ميلوشيفيتش، رئيس صربيا ويوغوسلافيا.
- 1944 - راجيف غاندي، رئيس وزراء هندي.
- 1945 - فرج فودة، كاتب ومفكر مصري.
- 1946 - لوران فابيوس، سياسي فرنسي.
- 1948 - حسن ناجي، شاعر وكاتب مسرحي أردني.
- 1956 - جوان ألين، ممثلة أمريكية.
- 1965 - هدى حسين، ممثلة عراقية تعمل في الكويت.
- 1968 - كلاس إنغيسون، لاعب كرة قدم سويدي.
- 1972 - عادل كرم، ممثل لبناني.
- 1974 - إيمي آدمز، ممثلة أمريكية.
- 1977 - إيفار إنغيمارسون، لاعب كرة قدم آيسلندي.
- 1978 - تقي مبارك، لاعب كرة قدم عماني.
- 1979 - جيني إسبر، ممثلة سورية.
- 1981 - بيرنار ميندي، لاعب كرة قدم فرنسي.
- 1982 - جوشوا كينيدي، لاعب كرة قدم أسترالي.
- 1983 - يوري جيركوف، لاعب كرة قدم روسي.
- 1992 - ديمي لوفاتو، ممثلة أمريكية.

## وفيات
- 1914 - بيوس العاشر، بابا الكنيسة الرومانية الكاثوليكية.
- 1915 - باول إرليخ، طبيب ألماني حاصل على جائزة نوبل في الطب عام 1908.
- 1917 - أدولف فون باير، عالم كيمياء ألماني حاصل على جائزة نوبل في الكيمياء عام 1905.
- 1961 - بيرسي ويليامز بريجمان، عالم فيزياء أمريكي حاصل على جائزة نوبل في الفيزياء عام 1946.
- 1998 - هايدي تمزالي، ممثلة تونسية.
- 2001 - ياسر البدوي، ضابط في جهاز الأمن الوقائي فلسطيني.
- 2011 - نغم فتوكي، ممثلة جزائرية.
- 2012 -
  - ملس زيناوي، رئيس وزراء إثيوبي.
  - دوم منتوف، رئيس وزراء مالطي.
  - ميكا ياماموتو، صحفية يابانية.
- 2017 - جيري لويس، ممثل أمريكي.

## أعياد ومناسبات
- عيد إعادة الحصول على الاستقلال في إستونيا.

## وصلات خارجية
- وكالة الأنباء القطريَّة: حدث في مثل هذا اليوم.
- النيويورك تايمز: حدث في مثل هذا اليوم.
- BBC: حدث في مثل هذا اليوم.